# Volcán Azufral
Volcán Azufral är en vulkan i Colombia.   Den ligger i departementet Nariño, i den sydvästra delen av landet, 600 km sydväst om huvudstaden Bogotá. Toppen på Volcán Azufral är 4 070 meter över havet.
Terrängen runt Volcán Azufral är kuperad åt sydost, men åt nordväst är den bergig. Volcán Azufral är den högsta punkten i trakten. Runt Volcán Azufral är det ganska tätbefolkat, med 100 invånare per kvadratkilometer. Närmaste större samhälle är Túquerres, 11,1 km öster om Volcán Azufral. Trakten runt Volcán Azufral består i huvudsak av gräsmarker.